# Derfel Gadarn
Esta página é sobre a figura histórica. Para o personagem fictício, consulte Derfel Cadarn (As crônicas de Artur). Para outros significados, veja Derfel (desambiguação).
Derfel, conhecido como Derfel Gadarn ([c]adarn: "poderoso, valente, forte"), foi um monge celta cristão do século VI considerado como um santo. A lenda local sustenta que ele foi um guerreiro do Rei Arthur.